# Indravarman II (roi de Champā)
Pour les articles homonymes, voir Indravarman.
Indravarman II  est le souverain de la VIe  Dynastie du royaume de Champā de  875 à 898

## Origine
Indravrarman, parfois considéré comme une usurpateur, appartient à une famille qui revendique comme fondateur le héros Uroja de Bhregi. Bien que son père « le glorieux et fortuné Bhadravarman »  et son grand-père « l'intelligent Rudravarman » (Maheçvaraloka)  aient, selon lui, été tous deux des rois  dans une inscription, il précise qu'il ne tient pas sa légitimité de son ascendance mais qu'il a été choisi par le roi- en épousant sa fille la princesse Rajakula-Haradevi ? -  pour devenir « Roi des rois ». Il semblerait donc être issu d'une des lignées royales du Champa parmi lesquelles on pouvait désigner un « Roi des Rois ».

## Règne
Après son accession au trône le pouvoir se centre sur le berceau de sa famille Indrapura « brillante de lotus blanc » Đồng Dương près de l'actuelle Đà Nẵng qui devient sa capitale en 875 et où il se proclame « Roi des Rois ». Il est le premier monarque du Champa dont on connait la titulature royale complète: Initialement il était l' abhiseka Lakshmindra Bhûmiçvara Grâmasvâmin qui adopte comme non de règne Indravarman et porte le nom posthume de Paramabuddhaloka ce qui implique qu'il se soit converti au bouddhisme.
Son règne parait avoir été pacifique marqué en 877 par l'envoi d'une ambassade en Chine. L'année de son avènement 
il avait fait édifier un grand ensemble bouddhique, le monastère de Lakshmindralokeçvara les ruines actuelles de Đồng Dương, au sud-est de Mi-sôn, dont le nom rappelle le nom personnel du fondateur et qui atteste pour la première fois l'existence du Grand Véhicule au Champa. Son territoire s'étend de Chau Sa au sud à une forteresse édifiée à l'embouchure d'un fleuve dans la  province de Quảng Ngãi au nord Il a parmi ses vassaux  Quảng Bình aux portes de l'Annam. 
À sa mort en 898 il a comme successeur son neveu en lignée matrilinéaire, c'est-à-dire le fils d'un frère de son épouse la reine;  nommé Jaya Simhavarman Ier